# Manuela Bacelar
Manuela Bacelar (Coimbra, 1943) é uma ilustradora para a infância portuguesa, considerada a precursora do álbum em Portugal e uma das melhores ilustradoras nacionais. 
Possui uma obra considerável, com cerca de cento e cinquenta trabalhos ilustrados até hoje, nas áreas da infância, manuais escolares e ilustração para adultos.  Destacam-se as parcerias com escritores como Agustina Bessa-Luís, António Torrado, Ilse Losa,António Mota, Álvaro Magalhães, Matilde Rosa Araújo e João Pedro Mésseder

## Biografia
Nascida em Coimbra, viveu em Vila Nova de Famalicão e Porto.
Estudou na Escola de Artes Decorativas Soares dos Reis, no Porto, até 1963. Logo após se ter mudado para Paris, em 1963, assistiu ao filme Sonhos de uma Noite de Verão de Jiří Trnka, autor que a marcou tanto que decidiu candidatar-se a uma bolsa para o curso de ilustração na Escola Superior de Artes Aplicadas de Praga (na antiga Checoslováquia), onde Trnka era regente do curso.
Entre 1970 e 1972 trabalhou numa agência de publicidade em Lisboa, onde começou o seu trabalho como ilustradora de livros para a infância. Em 1972 regressou ao Porto. A partir de 1988 passa a dedicar-se em exclusividade à ilustração.
Em 2023, é galardoada com o Prémio Carreira, pela Bienal de Ilustração de Guimarães (BIG).

## Obras ilustradas
Entre as obras ilustradas por Manuela Bacelar encontram-se: 
- A laranja de Victor do Sorriso Bom (1971);
- História da égua branca de Eugénio de Andrade (1976);
- As pernas mágicas de Francisco Barata Fernandes (1976);
- Histórias do Bubu de Isabel da Nóbrega (1976);
- Teatrinho do Romão de Luísa Dacosta (1977) - com Jorge Pinheiro;
- Dia Mundial da Criança: 1 de Junho de 1978 (1978);
- História com grilo dentro de António Torrado (1979);
- Faísca conta a sua história de Ilse Losa (1979);
- Um artista chamado Duque de Ilse Losa (1979);
- Uma pequena história: Polícia de Segurança Pública (1979);
- O Mosquito e o Senhor Pechincha de Ilse Losa (1979);
- Ano internacional da criança - 1979 (1979);
- Pica-pico e a gaivota Laila de Friedrich Wolf (1979);
- Histórias das cinco vogais de Luísa Ducla Soares (1980);
- O rouxinol de Hans Christian Andersen (1982);
- Era uma vez... : contos para crianças de Otílio Figueiredo (1982);
- Bump into English de Ana Queirós ; Maria Fernanda Marques ; Maria Julieta Pinto ; Branco Duarte (1982);
- Bump into English: nível 2 de Ana Queirós, Maria Fernanda Marques, Maria Julieta Pinto (1982);
- História do califa Vathek de William Beckford (1983);
- Uma flauta chamada ternura de Álvaro Magalhães (1983);
- O menino chamado Menino de Álvaro Magalhães (1983);
- O mundo dos sons: educação musical, 6.º ano de escolaridade de Graça Mota, Nelly Santos Leite (1983);
- O reino das sete pontas de Matilde Rosa Araújo (1984);
- O grilo verde de António Mota (1984);
- A lua prometida de Ramiro S. Osório (1984);
- História com ratos da Paspalhóvia de Arsénio Mota (1986);
- Os piratas de Manuel António Pina (1986);
- Ana-Ana ou uma coisa nunca vista de Ilse Losa (1986);
- Quinzena de direitos humanos: Porto 86 / Amnistia Internacional ; [citação de] poema de Eugénio de Andrade (1986);
- Frederico octópode de Adolf Himmel (1986);
- Grafiporto 86: 1.ª Bienal Gráfica do Porto (1986);
- Contos amarantinos de Agustina Bessa-Luís (1987);
- Le français mot à mot: 7.º ano de escolaridade, nível 3 (1987);
- Histórias inesquecíveis para crianças, selecção de Ilse Losa (1987);
- O sítio entre o céu e a terra de Octávio Cunha (1987);
- Ora ouve... : histórias antiquíssimas, adaptadas por Ilse Losa (1987);
- Área de paisagem protegida do litoral de Esposende  (1988);
- A viagem de Alexandra de Papiniano Carlos (1989);
- O passarinho de Maio de Matilde Rosa Araújo (1990);
- A Transparência do seu Nome, de José António Gomes (1994);
- Gatos, Lagartos e Outros Poemas, de João Pedro Mésseder (2011);

## Obras da sua autoria
São da sua autoria as obras: 
- Consola-te (1976);
- Tobias fantasma (1989);
- Este é o Tobias (1989);
- O Dinossauro (1990);
- Tobias e o Leão (1990);
- Tobias, os Sete Anões e etc. (1990);
- Plok, uma história da água (1995);
- Era Uma Vez a Bublina (1996);
- Bublina e as Cores (1996);
- O Meu Pai (1998);
- Clara (1998);
- Sebastião (2004);
- Bernardino (2005);
- O livro do Pedro (2005).